# Pomponne (Sena i Marne)
Pomponne és un municipi francès, situat al departament de Sena i Marne i a la regió de Illa de França. L'any 2007 tenia 3.336 habitants.
Forma part del cantó de Lagny-sur-Marne, del districte de Torcy i de la Comunitat d'aglomeració Marne i Gondoire.

## Demografia

### Població
El 2007 la població de fet de Pomponne era de 3.336 persones. Hi havia 1.295 famílies, de les quals 358 eren unipersonals (189 homes vivint sols i 169 dones vivint soles), 370 parelles sense fills, 442 parelles amb fills i 125 famílies monoparentals amb fills.
La població ha evolucionat segons el següent gràfic:
Habitants censats

### Habitatges
El 2007 hi havia 1.404 habitatges, 1.348 eren l'habitatge principal de la família, 16 eren segones residències i 40 estaven desocupats. 865 eren cases i 532 eren apartaments. Dels 1.348 habitatges principals, 789 estaven ocupats pels seus propietaris, 536 estaven llogats i ocupats pels llogaters i 23 estaven cedits a títol gratuït; 98 tenien una cambra, 161 en tenien dues, 215 en tenien tres, 271 en tenien quatre i 603 en tenien cinc o més. 1.035 habitatges disposaven pel capbaix d'una plaça de pàrquing. A 648 habitatges hi havia un automòbil i a 566 n'hi havia dos o més.

### Piràmide de població
La piràmide de població per edats i sexe el 2009 era:
| Homes | Edats   | Dones |
| ----- | ------- | ----- |
| 0     | 95 o +  | 0     |
| 4     | 90 a 94 | 5     |
| 4     | 85 a 89 | 13    |
| 20    | 80 a 84 | 16    |
| 29    | 75 a 79 | 30    |
| 49    | 70 a 74 | 39    |
| 34    | 65 a 69 | 47    |
| 57    | 60 a 64 | 52    |
| 119   | 55 a 59 | 105   |
| 159   | 50 a 54 | 138   |
| 141   | 45 a 49 | 112   |
| 108   | 40 a 44 | 133   |
| 115   | 35 a 39 | 158   |
| 110   | 30 a 34 | 115   |
| 148   | 25 a 29 | 160   |
| 125   | 20 a 24 | 143   |
| 114   | 15 a 19 | 88    |
| 109   | 10 a 14 | 77    |
| 139   | 5 a 9   | 133   |
| 78    | 0 a 4   | 81    |

## Economia
El 2007 la població en edat de treballar era de 2.375 persones, 1.770 eren actives i 605 eren inactives. De les 1.770 persones actives 1.631 estaven ocupades (875 homes i 756 dones) i 137 estaven aturades (70 homes i 67 dones). De les 605 persones inactives 251 estaven jubilades, 204 estaven estudiant i 150 estaven classificades com a «altres inactius».

### Ingressos
El 2009 a Pomponne hi havia 1.309 unitats fiscals que integraven 3.317,5 persones, la mediana anual d'ingressos fiscals per persona era de 25.067 €.

### Activitats econòmiques
Dels 102 establiments que hi havia el 2007, 1 era d'una empresa extractiva, 1 d'una empresa de fabricació de material elèctric, 5 d'empreses de fabricació d'altres productes industrials, 11 d'empreses de construcció, 22 d'empreses de comerç i reparació d'automòbils, 6 d'empreses de transport, 4 d'empreses d'hostatgeria i restauració, 3 d'empreses d'informació i comunicació, 4 d'empreses financeres, 12 d'empreses immobiliàries, 18 d'empreses de serveis, 10 d'entitats de l'administració pública i 5 d'empreses classificades com a «altres activitats de serveis».
Dels 22 establiments de servei als particulars que hi havia el 2009, 1 era un taller de reparació d'automòbils i de material agrícola, 1 taller d'inspecció tècnica de vehicles, 1 establiment de lloguer de cotxes, 1 paleta, 3 guixaires pintors, 1 fusteria, 3 lampisteries, 1 electricista, 2 agències de treball temporal, 3 restaurants, 4 agències immobiliàries i 1 saló de bellesa.
Dels 6 establiments comercials que hi havia el 2009, 1 era una fleca, 1 una peixateria, 1 una sabateria i 3 floristeries.

## Equipaments sanitaris i escolars
L'únic equipament sanitari que hi havia el 2009 era una farmàcia.
El 2009 hi havia 1 escola maternal i 1 escola elemental.

## Poblacions més properes
El següent diagrama mostra les poblacions més properes.